# Utku Şen
Utku Şen (* 15. Juni 1998 in Flensburg) ist ein deutsch-türkischer Fußballspieler auf der Position eines Stürmers.

## Karriere

### Karrierebeginn in Flensburg, Kiel und Hannover
Utku Şen wurde am 15. Juni 1998 als Sohn nach Deutschland ausgewanderter Türken in der norddeutschen Hafenstadt Flensburg geboren und war in seiner Jugend für den TSB Flensburg aktiv, ehe er sich dem eine Autostunde entfernten Verein Holstein Kiel anschloss. Dort durchlief er bis 2014 sämtliche Jugendspielklassen und wechselte in weiterer Folge für ein Jahr in die Nachwuchsabteilung von Hannover 96. Nachdem er bereits 2013/14 für die Kieler B-Junioren in der Nordost-Staffel der B-Junioren-Bundesliga gespielt hatte, war er bei den Hannoveranern ebenfalls in der B-Jugend in derselben Liga aktiv. Nach seiner Rückkehr nach Kiel kam er erstmals in der A-Junioren-Bundesliga zum Einsatz und absolvierte 2015/16 24 von 26 möglich gewesenen Meisterschaftsspielen in der Staffel Nord/Nordost, kam dabei drei Mal zum Torerfolg und machte zwei bzw. drei Torvorlagen. Im Endklassement belegte Holstein Kiel den zehnten Tabellenplatz; sieben Punkte von einem Abstiegsplatz entfernt. Im DFB-Junioren-Vereinspokal 2015/16 kam Şen ebenfalls in zwei Partien zum Einsatz und schied mit seiner Mannschaft im Viertelfinale gegen den Nachwuchs von Borussia Dortmund aus.

### Torgarant in der A-Junioren-Bundesliga
In der darauffolgenden 2016/17 fiel der türkischstämmige Offensivakteur vor allem durch seine Torgefährlichkeit aus. Bei 22 Ligaeinsätzen erzielte er 21 Tore und wurde damit Torschützenkönig der Staffel Nord/Nordost der A-Junioren-Bundesliga. Hinzu kamen auch noch drei Torvorlagen; mit der Mannschaft beendete er die Spielzeit in der teils recht dicht gestaffelten Endtabelle auf dem sechsten Platz. Im DFB-Junioren-Vereinspokal 2016/17 kam Şen im ersten Spiel seiner Mannschaft, der Achtelfinalpartie gegen den Hallescher FC, zum Einsatz und erzielte beim 3:0-Heimerfolg den Treffer zur 2:0-Führung. In der nächsten Begegnung, einer 1:2-Niederlage nach Verlängerung gegen den 1. FC Köln, stand der 1,72 m große Angreifer nicht im Kader. Aufgrund seiner Offensivleistungen kam Şen im Juni 2017 in zwei Testspielen der Profimannschaft zum Einsatz, wobei er bei einem 13:0-Kantersieg über den Gettorfer SC fünf Treffer erzielte und in der Partie gegen den MTV Tellingstedt zwei Tore zum 9:0-Erfolg beisteuerte.

### Sprung in den Profifußball
Nachdem der junge Offensivakteur bereits bei Klubs wie dem FC Liverpool oder dem FC Bayern München im Gespräch gewesen sein soll, begann 2017/18 Şens erste Profisaison bei Holstein Kiel, bei dem er einen bis 2019 laufenden Profivertrag unterfertigt hatte. Bereits Anfang des Jahres 2017 absolvierte er mit den Kieler Profis das erste Trainingslager an der Costa Brava. Am 30. Juli 2017, dem ersten Saisonspiel in der 2. Fußball-Bundesliga 2017/18, debütierte Utku Şen, der gerne für die Nationalmannschaften der Türkei spielen würde, im Profifußball, als ihn sein Trainer Markus Anfang beim 2:2-Heimremis gegen den SV Sandhausen ab der 87. Spielminute für Steven Lewerenz einwechselte. Danach agierte er hauptsächlich in der zweiten Mannschaft von Holstein Kiel mit Spielbetrieb in der Oberliga Schleswig-Holstein und kam dort bis zum Jahresende auf drei Treffer und eine Vorlage in sieben Meisterschaftsspielen. Über weitere Einsätze in der A-Junioren-Bundesliga in der Saison 2017/18 ist nichts bekannt, obwohl Şen oftmals wochenlang nicht im Herrenfußball zum Einsatz gekommen war.
Am 30. Januar 2018 vermeldete der VfL Osnabrück die leihweise Verpflichtung Şen bis zum 30. Juni 2018. Nur wenige Tage später gab er bei der 0:1-Auswärtspleite gegen den Hallescher FC sein Pflichtspieldebüt für die Osnabrücker, als ihn Trainer Daniel Thioune ab der 63. Spielminute für Jules Reimerink einsetze. Bei Osnabrück agierte er ausschließlich als Ersatzspieler im Drittligateam und kam bis zum Saisonende Mitte Mai 2018 zu neun Ligaeinsätzen, wobei er selbst torlos blieb. Hinzu kam auch noch ein Kurzeinsatz im Niedersachsenpokal 2017/18, als seine Mannschaft im Halbfinale gegen die SV Drochtersen/Assel im Elfmeterschießen ausschied. Mit einem 17. Platz im Endklassement der 3. Fußball-Liga 2017/18 schaffte Osnabrück gerade noch den Klassenerhalt. Die folgende Spielzeit verbrachte er dann beim Regionalligisten Lüneburger SK Hansa.

### Wechsel in die Türkei
Im September 2018 wechselte Sen erstmals in die Türkei und war dort bis heute für die Zweit- bzw. Drittligisten Adanaspor, Vanspor FK, Diyarbekirspor, 1461 Trabzon FK, Ankaraspor sowie aktuell bei Adana 01 FK in der TFF 2. Lig aktiv.